# Boucotte Diola
Pour les articles homonymes, voir Boucotte.
Boucotte Diola est un village du Sénégal situé en Basse-Casamance au sud-ouest du pays. Il fait partie de la  communauté rurale de Diembéring, dans l'arrondissement de Kabrousse, le département d'Oussouye et la région de Ziguinchor.

## Population

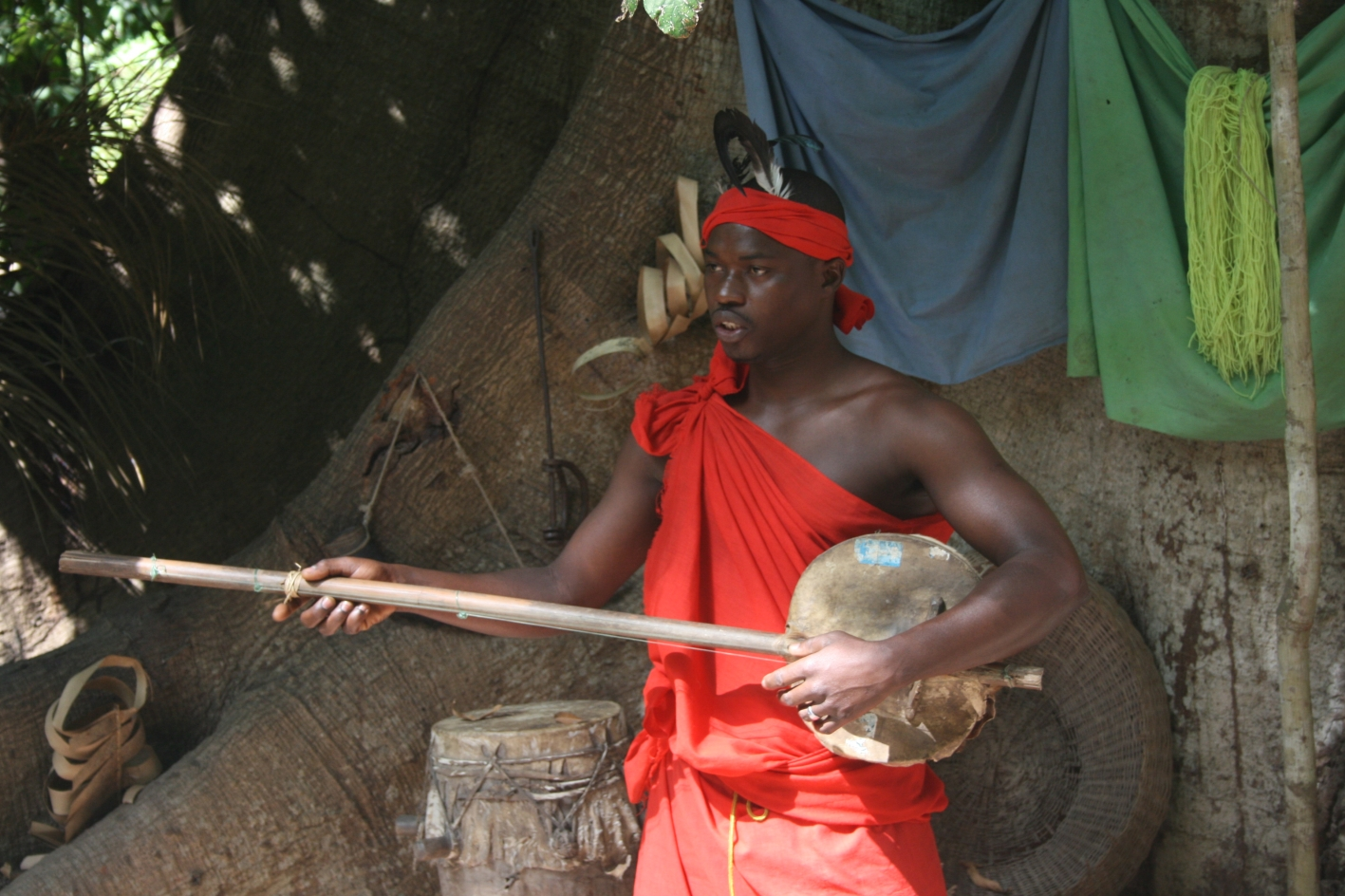
Guide du musée diola jouant de l'ekonting

Comme son nom l'indique, le village est habité par des Diolas. C'est l'une des quelques localités où l'on parle le kwatay, un dialecte du diola.
Lors du dernier recensement, il comptait 194 habitants et 27 ménages.

## Culture
Le musée de plein-air Sangawatt présente certains aspects de la vie traditionnelle des Diolas Awatt